# Philippe d'Orléans (1869-1926)
Pour les articles homonymes, voir Philippe d'Orléans.
Titres
Prétendant au trône de France
(succession orléaniste)
8 septembre 1894 – 28 mars 1926
(31 ans, 6 mois et 20 jours)
Héritier du trône de France
(succession orléaniste)
24 août 1883 – 8 septembre 1894
(11 ans et 15 jours)
Signature
Louis Philippe Robert d’Orléans, duc d’Orléans, né le 6 février 1869 à York House, à Twickenham au Royaume-Uni et mort le 28 mars 1926 au palais d’Orléans à Palerme en Sicile, est prétendant orléaniste au trône de France sous le nom de « Philippe VIII » de 1894 à 1926. Il est le dernier des descendants de la branche aînée issue du roi Louis-Philippe Ier. C’est également un explorateur, un chasseur et un écrivain de langue française.

## Famille

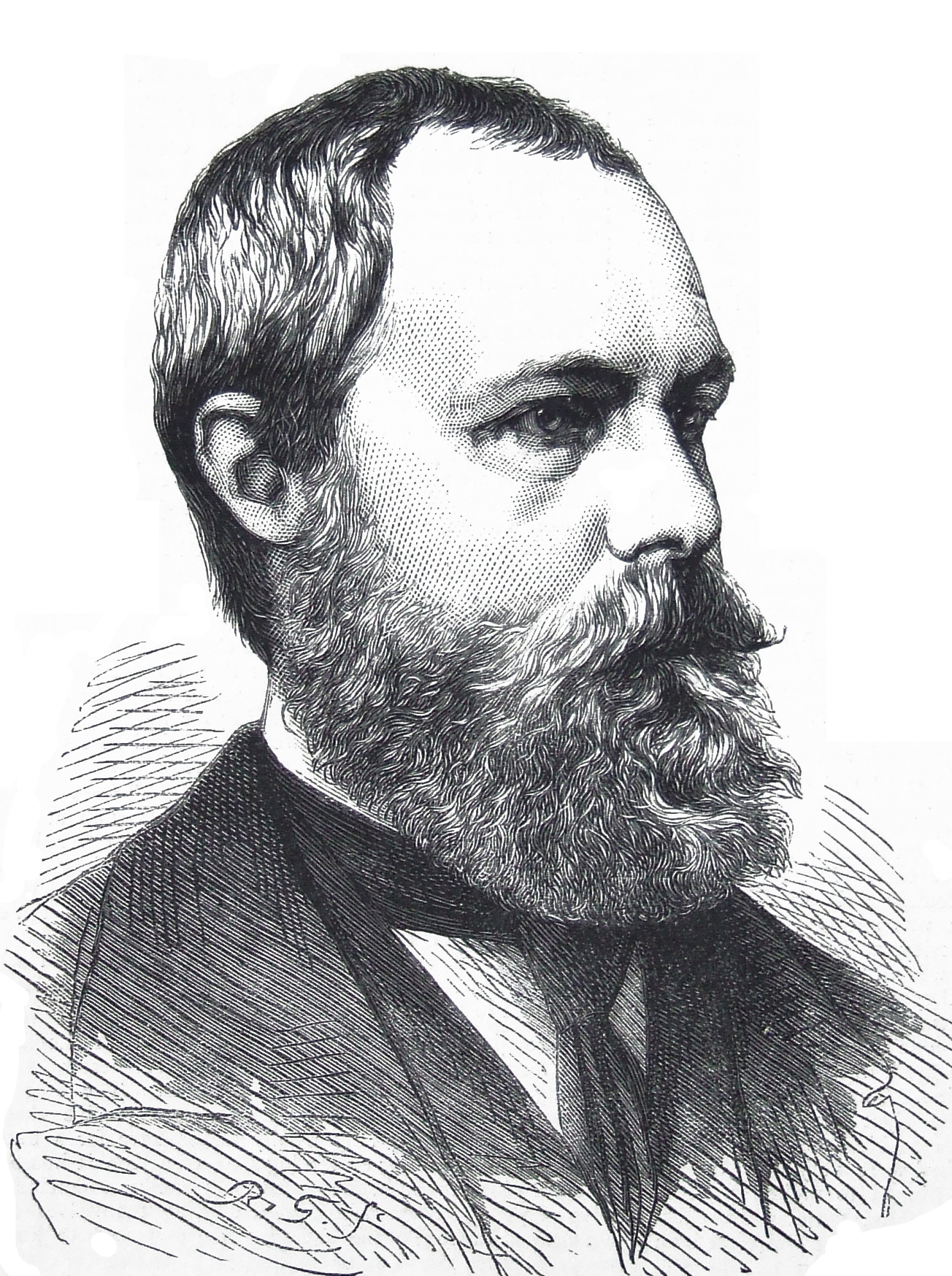
Le comte de Paris, père du duc d'Orléans.

Dès sa naissance, il reçoit le titre de courtoisie de duc d'Orléans. Il est le fils aîné de Philippe d'Orléans (1838-1894), comte de Paris, et de son épouse et cousine germaine l'infante d'Espagne Marie-Isabelle d'Orléans (1848-1919).
Par chacun de ses parents, il est l'arrière-petit-fils du roi des Français Louis-Philippe Ier (1773-1850) et de son épouse la reine Marie-Amélie de Bourbon-Siciles (1782-1866), dont il descend à travers Ferdinand-Philippe d'Orléans (1810-1842), duc d'Orléans, et Antoine d'Orléans (1824-1890), duc de Montpensier. Philippe d'Orléans compte également parmi ses autres arrière-grands-parents le grand-duc héritier Frédéric-Louis de Mecklembourg-Schwerin (1778-1819) et le roi Ferdinand VII d'Espagne (1784-1833).
Le 5 novembre 1896, Philippe d'Orléans épouse à Vienne, en Autriche, l'archiduchesse Marie-Dorothée de Habsbourg-Lorraine (1867-1932), fille du comte palatin de Hongrie Joseph de Habsbourg-Lorraine (1833-1905) et de son épouse la princesse Clotilde de Saxe-Cobourg-Kohary (1846-1927), elle-même fille de la princesse Clémentine d'Orléans (1817-1907).
De cette union malheureuse, qui se termine par une séparation officielle, ne naît aucun enfant. Son frère Ferdinand n'ayant pas, lui non plus, de descendance, la succession orléaniste passe ainsi en 1926 à la branche cadette des descendants de Ferdinand-Philippe d'Orléans en la personne de Jean d'Orléans (1874-1940), duc de Guise. 
D'après l'ouvrage du journaliste Vincent Meylan, Contre-enquête sur le comte et la comtesse de Paris, paru en 2007, le duc d'Orléans a néanmoins laissé un fils naturel, prénommé Philippe.

## Biographie

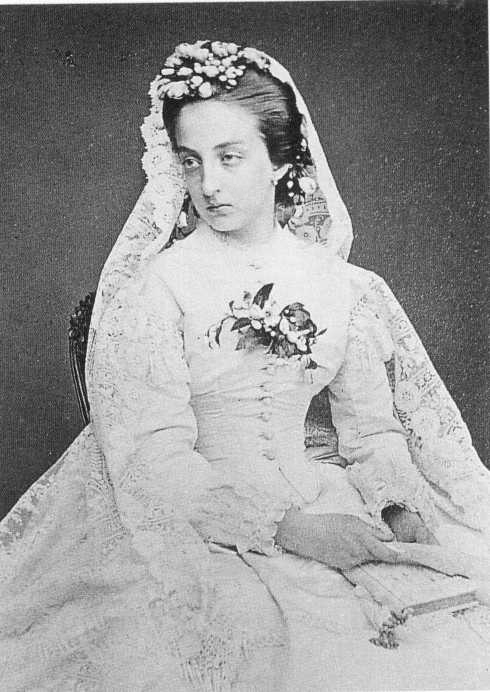
Marie-Isabelle d'Orléans, comtesse de Paris et mère du duc d'Orléans.

### Premières années

#### Une naissance en exil
Philippe d'Orléans voit le jour à Twickenham, au Royaume-Uni, à une époque où la France de Napoléon III connaît une très grande stabilité et où les membres de la maison d'Orléans sont bannis du territoire national par la loi du 26 mai 1848. Dès sa naissance, la vie du prince est donc placée sous le signe de l'exil et tout semble indiquer qu'il en sera longtemps ainsi. Pourtant, dès 1870, le Second Empire s'écroule et la première loi d'exil touchant les Orléans ne tarde pas à être abolie le 8 juin 1871. Le petit prince quitte alors l'Angleterre pour gagner la France en compagnie de ses parents et de sa sœur aînée Amélie.

#### En France
Quelques mois plus tard, le 9 décembre 1871, les décrets de confiscation des biens de l'ancienne famille royale signés par Napoléon III en 1852 sont abrogés, et le comte de Paris, père de Philippe, reprend notamment possession des châteaux d'Amboise, d'Eu et de Randan.

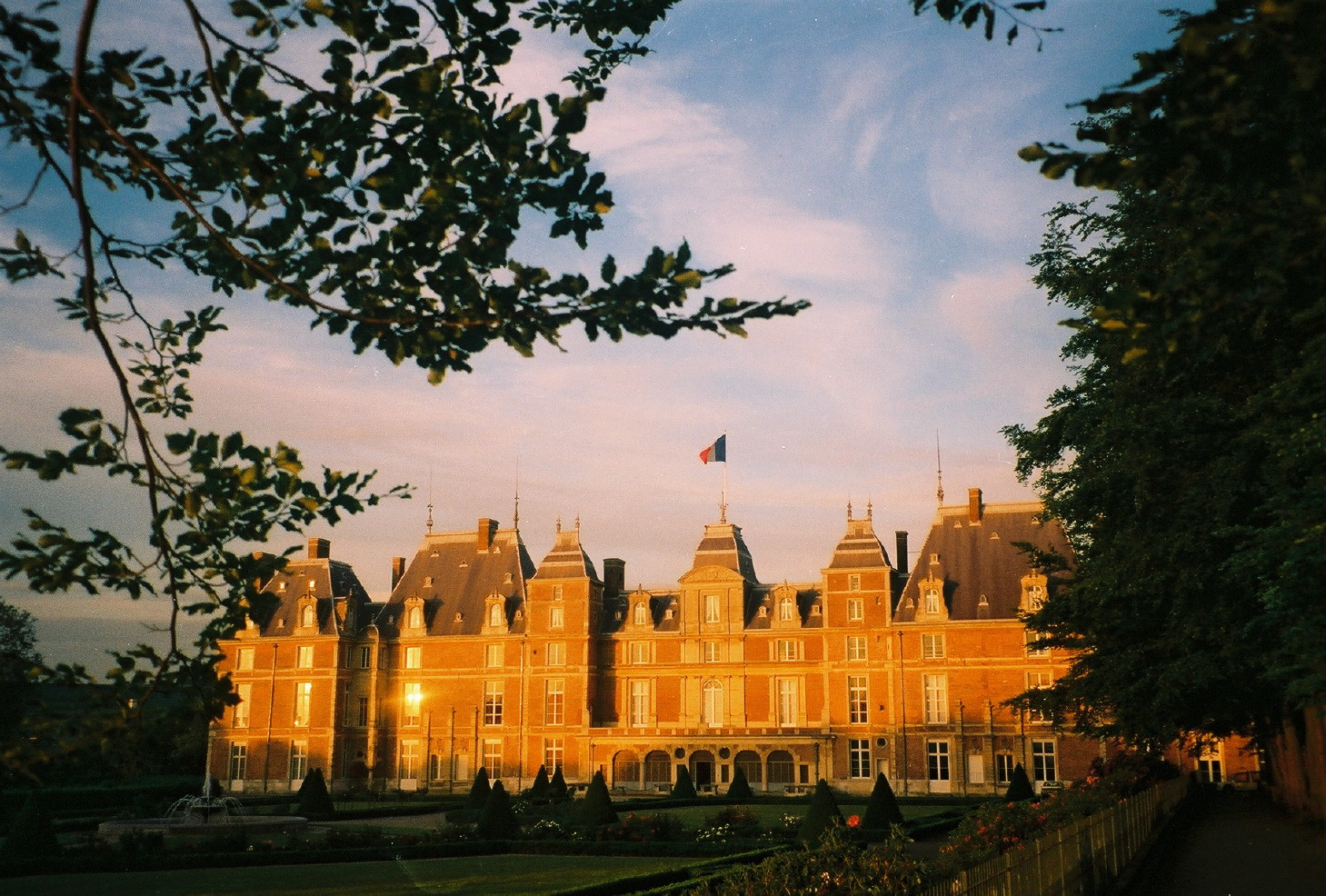
Le château d'Eu, en Normandie.

C'est donc entre ces domaines et l'hôtel Galliera, à Paris, que Philippe d'Orléans passe son enfance. Lorsqu'il n'étudie pas au collège Stanislas, à Paris, ou à l'Institut Stanislas, à Cannes, l'enfant bat la campagne d'Eu et fréquente les bûcherons et les paysans. En compagnie de l'homme de lettres et voyageur Xavier Marmier, hôte habituel de son père, il s'initie cependant très tôt à la botanique et à la zoologie, sciences qui vont tenir plus tard une place primordiale dans son existence.
Le comte de Chambord n’ayant pas d’enfant, le jeune Philippe d’Orléans représente, pour les orléanistes et une grande partie des légitimistes d'alors, la continuité dynastique et nombreux sont ceux qui voient en lui le futur roi de France. Trois ans plus tard, en 1883, le prince est d’ailleurs reconnu comme le nouveau « dauphin » par ceux des royalistes qui font allégeance, à Goritz, au comte de Paris, après la mort du petit-fils de Charles X.

### Nouvel exil

#### Le mariage d'Amélie et ses conséquences

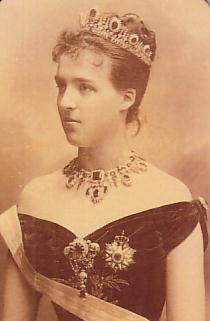
Amélie d'Orléans, dernière reine de Portugal et sœur aînée du « duc d'Orléans ».

Le 6 mars 1886, le comte de Paris organise, dans sa résidence parisienne de l'hôtel Galliera (actuel hôtel Matignon), une somptueuse cérémonie à l'occasion des fiançailles de sa fille aînée, la princesse Amélie, avec dom Charles, prince héritier de Portugal. La réception est strictement privée et ni le corps diplomatique ni des représentants du pouvoir n'ont été invités. Cependant, l'événement donne lieu à un énorme battage médiatique qui scandalise les républicains. Peu de temps après, des députés présentent un projet de loi d'exil devant l'Assemblée nationale et celui-ci reçoit clairement le soutien du gouvernement Freycinet. Le 23 juin 1886, après bien des débats, paraît donc, au Journal officiel, un nouveau texte qui bannit du territoire national les prétendants au trône de France et leur fils aîné et raye, en outre, tous les autres princes français des listes de l'armée. Avertis des résultats du vote alors qu'ils se trouvent au château d'Eu, le comte de Paris et le duc d'Orléans prennent la décision de quitter immédiatement la France. Avec le reste de leur famille, ils s'embarquent alors au Tréport et gagnent une nouvelle fois l'Angleterre.

#### Formation militaire

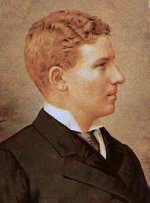
Philippe d'Orléans adolescent.

Lorsqu'est votée la loi d'exil de 1886, le prince Philippe se prépare à entrer à Saint-Cyr. Mais, chassé de France et ne pouvant plus suivre une carrière militaire dans son pays, le « duc d'Orléans » s'inscrit, quelque temps après son arrivée en Angleterre, à l'école militaire de Sandhurst. Il entre à l'académie sans concours, par ordre personnel de la reine Victoria et au titre de fils aîné d'un chef de Maison royale. Bien qu'assez peu doué pour les études livresques (excepté en géographie, en topographie et en sciences naturelles), il y passe ses examens et obtient le grade de sous-lieutenant de l'armée britannique en 1887. Une fois sa formation terminée, le prince s'enrôle dans l'armée coloniale anglaise et est incorporé dans un corps d'élite, les King Royal Rifles. Affecté dans l'Himalaya, sous les ordres de lord Frederick Roberts, il découvre l'Inde du Nord, le Sikkim et le Népal. Dans ces régions sauvages, il est rejoint par son cousin germain, le prince Henri d'Orléans, fils du duc de Chartres, et les deux princes développent une grande passion pour la chasse et la collection des trophées.
De retour en Europe en 1889, le duc d'Orléans est affecté en Angleterre mais la vie de garnison lui déplaît et son père, trouvant sa formation incomplète, lui demande d'intégrer l'Académie militaire suisse pour y suivre des cours sous la supervision de son mentor, le colonel de Parseval.

### Le «prince Gamelle»

#### Le coup d'éclat du prince

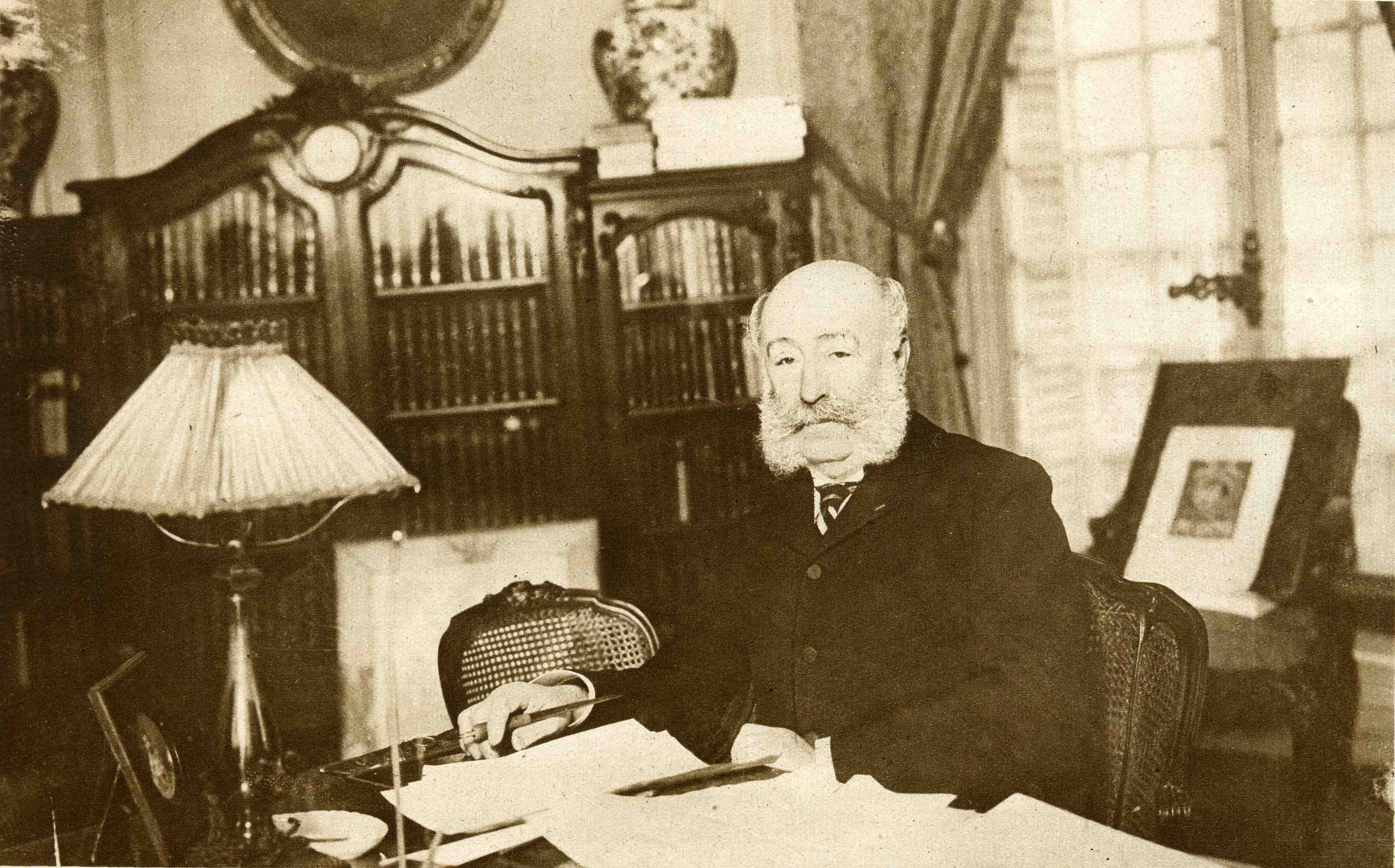
Le patron de presse monarchiste Arthur Meyer en 1914.

En 1889, l'effondrement du boulangisme rejaillit sur le comte de Paris qui sort discrédité de son soutien au « général revanche ». Tandis que le prétendant s’enferme de plus en plus dans la tristesse, en France, certains royalistes cherchent donc à mettre en avant son fils aîné, dont la popularité n’a nullement été entamée par l’affaire Boulanger. Or, en 1890, le duc d'Orléans atteint l’âge de vingt et un ans, ce qui devrait théoriquement l’obliger à réaliser son service militaire en France, s’il n’était pas exilé. Arthur Meyer, directeur du journal conservateur Le Gaulois,  et le duc de Luynes imaginent donc de le convaincre de rentrer illégalement en France afin d'y demander officiellement à la République la permission d’effectuer son service. Le jeune homme accepte immédiatement la proposition et cela sans en demander la permission à son père.
Le 2 février, il se rend donc à Paris et se présente au bureau du recrutement, à la mairie du VIIe arrondissement puis au ministère de la Guerre, pour se faire incorporer mais, à chaque fois, il se heurte à une fin de non recevoir de la part de l'administration. Enfin, le soir même, il est arrêté dans la résidence du duc de Luynes, rue Saint-Dominique. C’est seulement à ce moment que le comte de Paris est averti par télégramme de l'aventure de son fils. Le prétendant est alors ulcéré de ne pas avoir été prévenu, mais ne laisse pas transparaître publiquement son mécontentement. En attendant son jugement, le duc d'Orléans est incarcéré à la Conciergerie, où le duc de Luynes lui fait livrer de somptueux repas. Bientôt, la presse républicaine en reproduit les menus et, conscient de l'effet négatif qu'un tel traitement de faveur aura sur son image, le prince déclare publiquement qu'il « ne demande que la gamelle du soldat » (gamelle à laquelle il ne touchera pourtant jamais). L'expression connaît immédiatement un grand succès et le prince en garde le surnom populaire de « Prince Gamelle », qui le suivra toute sa vie et qui inspirera à Anatole France le sobriquet de « Trublion » à partir du grec ancien τρύβλιον / trúblion, « bol, écuelle ».

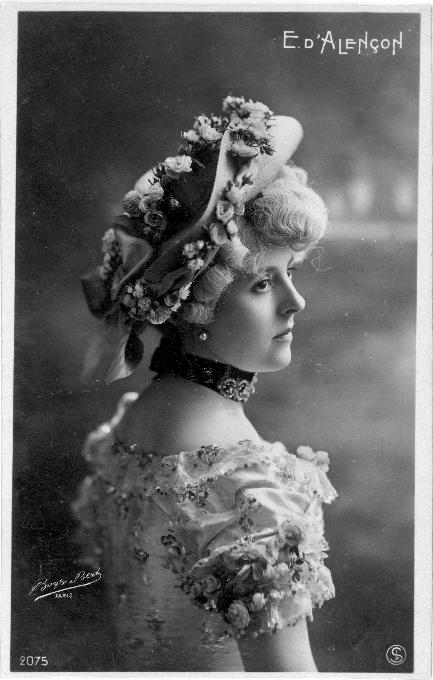
La danseuse de cabaret Émilienne d'Alençon, vers 1902.

#### «La prison, c'est encore la France»
Le 12 février, le duc d'Orléans est jugé et condamné à deux ans de prison pour avoir violé la loi d'exil. Il est écroué à la prison de Clairvaux le 25 février, mais il y reçoit, là encore, un traitement privilégié : l'administration pénitentiaire lui fournit en effet un logement de deux pièces meublées et met un gardien à son service. Il se fait par ailleurs livrer  des « repas raffinés » et reçoit de nombreuses visites : celles de sa mère, Marie-Isabelle d'Orléans, mais également celles de diverses jeunes femmes « aux mœurs compréhensives » (comme la danseuse Émilienne d'Alençon ou la chanteuse Nellie Melba). Après quatre mois de ce régime, il est gracié par le président de la République Sadi Carnot (qui « jugea[i]t que le ridicule avait assez duré ») et reconduit à la frontière le 4 juin 1890. De ces événements, le parti royaliste sort quelque peu renforcé, mais pas assez pour menacer véritablement la IIIe République. Quant au duc d'Orléans, il ne reverra plus jamais la France (selon Georges Poisson), mais reste proche de la noblesse française qui lui rend visite, comme le comte de Gramont. Il fera néanmoins une incursion dans une colonie française en 1892 et, d'après Jacques Chastenet, se rendra de nouveau en métropole en 1899, en « se cach[ant] dans un château ami ».

### Voyages et découvertes
Après ce coup d'éclat, Philippe d'Orléans reprend ses voyages. Avec son père, le comte de Paris, il se rend aux États-Unis pour visiter les champs de bataille sur lesquels le chef de la maison d'Orléans a combattu lors de la guerre de Sécession. Puis, les deux princes se rendent dans la province de Québec pour découvrir la Nouvelle-France.
À peine rentré en Angleterre, le duc d'Orléans repart chasser dans le Caucase, à la frontière persane. En 1892-1893, il explore la Somalie et l'Éthiopie. De passage à Djibouti, alors colonie naissante (décembre 1892), le prince s'amuse de l'embarras du fonctionnaire en place qui, pour avertir la République de sa présence en terre française, doit demander au jeune homme de poster lui-même la missive dans le port britannique le plus proche (Berbera) parce qu'il n'y a pas encore de poste à Obock. Philippe d'Orléans, qui se savait en infraction à la loi de proscription de 1886 en se rendant à Djibouti, avait d'ailleurs projeté depuis Aden cette incursion illégale en terre française (l’échec éventé d’une première tentative le mois précédent avait fait les choux gras de la presse parisienne : le journal La Justice avait relaté l'affaire). Le duc d'Orléans et son compagnon de voyage, le prince polono-ukrainien Boris Czetwertyński (en) (1849-1911), se rendent ensuite dans le Harrar, le Choa et l'Ogaden puis gagnent les environs des lacs Rodolphe et Stéphanie. Dans ces régions, Philippe d'Orléans et Boris Czetwertyński chassent et amassent quantité de dépouilles d'animaux, que le prince français collectionne dans l'idée d'en faire ensuite un musée. Mais le prince réalise également d'importantes découvertes scientifiques : en Éthiopie, il visite des contrées encore inconnues des Européens et décrit une sous-espèce d'éléphant nommée en son honneur Loxodonta africana Orleansi,.
À chaque retour en Europe, le duc d'Orléans se rend sur les terres de sa mère, à Villamanrique de la Condesa, en Andalousie. Là, il partage son temps entre les liaisons qu'il entretient avec les villageoises de la région et les chasses qu'il organise avec son père dans les marais du Guadalquivir. Il se livre par ailleurs à des observations ornithologiques qui lui seront très utiles lors de ses expéditions en Afrique et en Arctique.

### Prétendant au trône

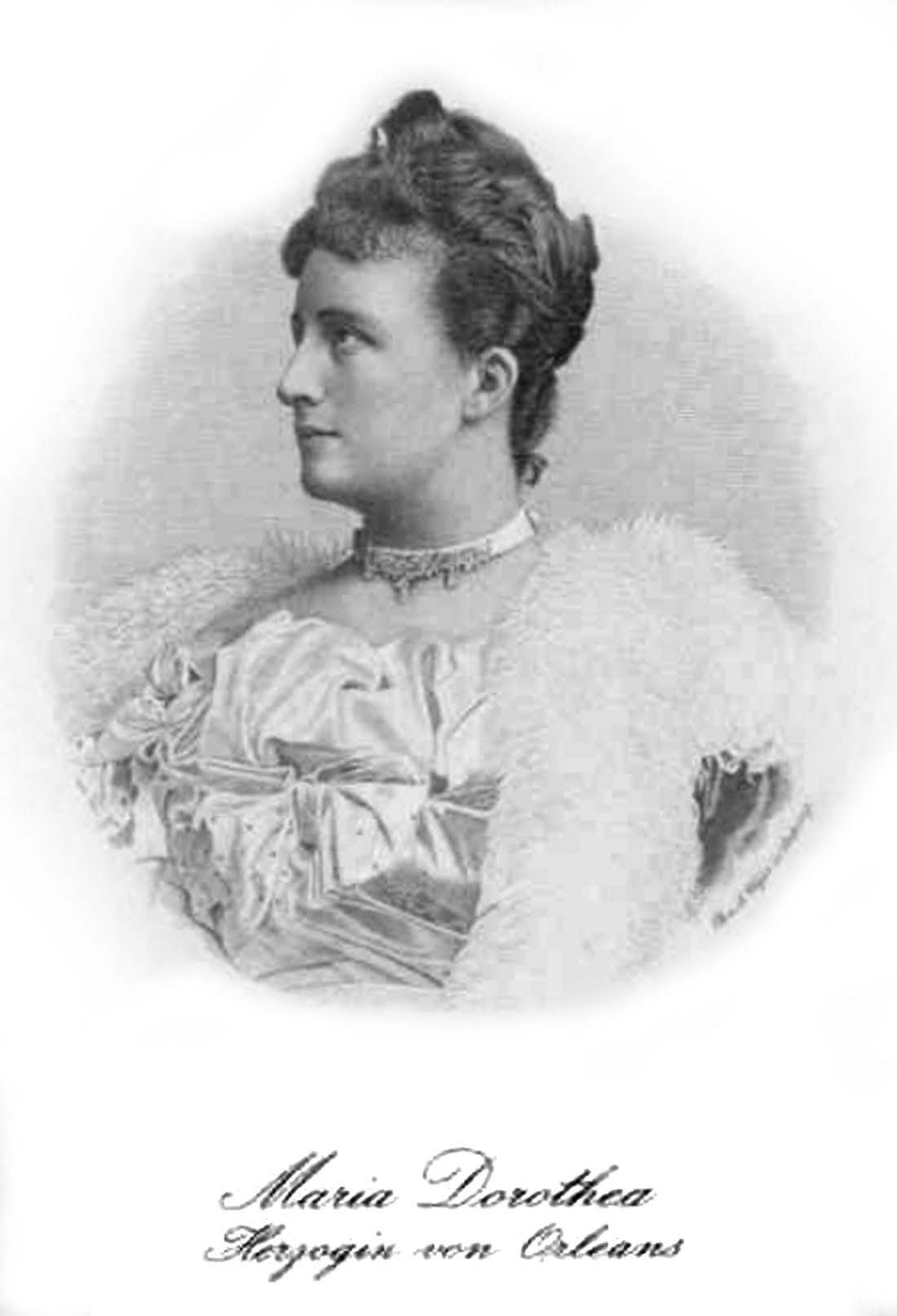
L'archiduchesse Marie-Dorothée de Habsbourg-Lorraine, épouse du duc d'Orléans.

#### Chef de la Maison d'Orléans
Le comte de Paris trouve la mort le 8 septembre 1894 et son fils, alors âgé de vingt-cinq ans, lui succède comme chef de la maison d'Orléans. Le prince hérite alors de l'immense fortune de sa famille, ce qui va lui permettre de financer plus facilement les expéditions qu'il organise à travers le monde. Mais, conscient de ses devoirs de prétendant, le duc d'Orléans décide de se marier afin d'assurer un héritier à la dynastie qu'il représente. En 1896, il épouse donc, à Vienne, une petite-fille de la princesse Clémentine d'Orléans, l'archiduchesse Marie-Dorothée de Habsbourg-Lorraine. On apprend cependant plus tard que la princesse est stérile et que le couple ne peut donc concevoir d'enfant.

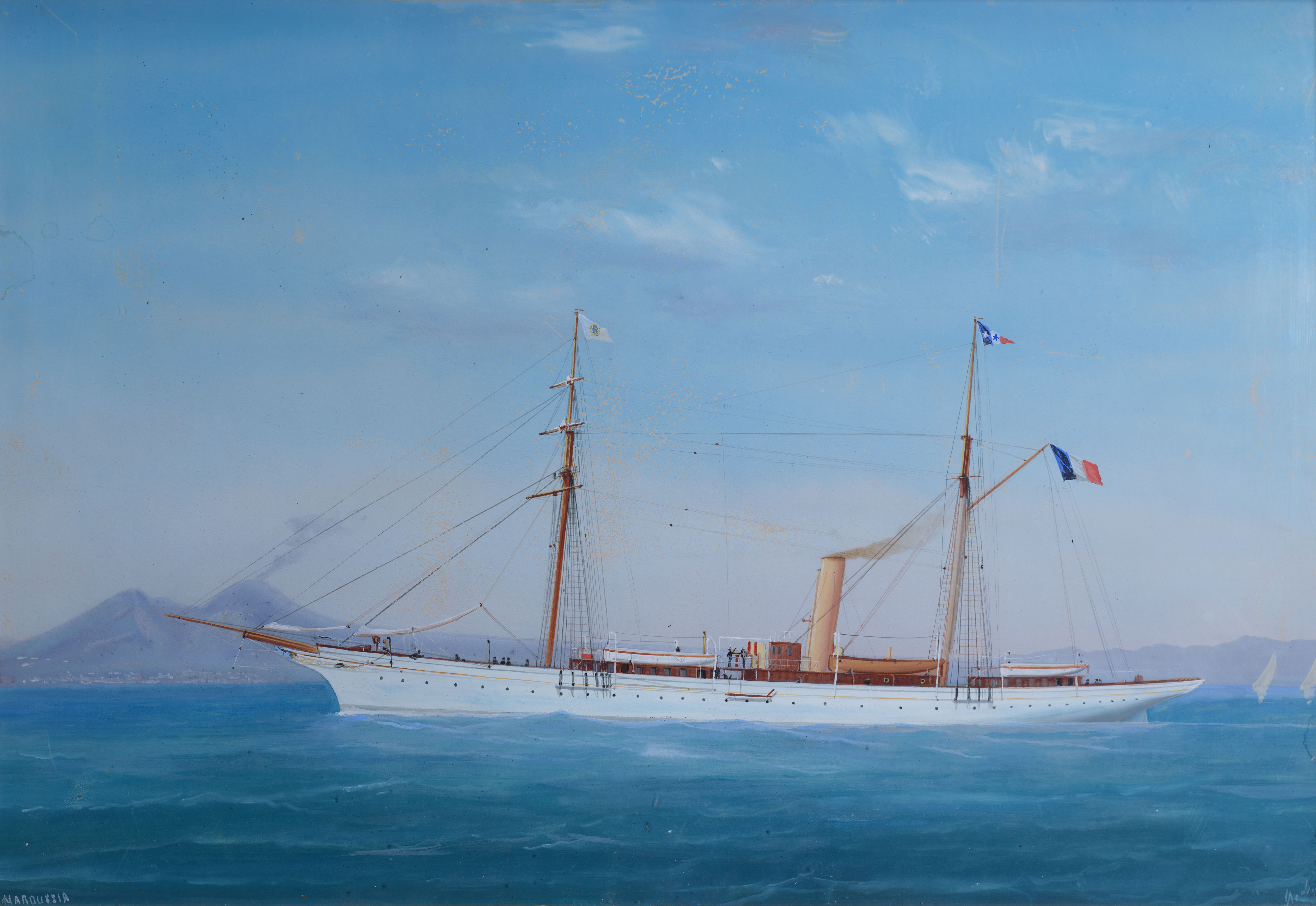
Le Maroussia, yacht du duc d'Orléans, au large de la côte de Naples, avec le Vésuve en arriève-plan

L'union de Philippe et de Marie-Dorothée sonne, pour un temps, l'arrêt des grandes expéditions du prince, mais pas de ses voyages. À bord du yacht Maroussia, le prétendant et son épouse visitent, à partir de 1897 et pendant plusieurs années, le pourtour de la Méditerranée. Ils séjournent ainsi régulièrement en Sicile, dans le palais d’Orléans de Palerme, où ils reçoivent de nombreuses visites, comme celle du Kaiser Guillaume II et de sa Kaiserin. Cependant, les années passant et la perspective d'être parents s'éloignant, les relations du couple princier se dégradent. Fatigué de sa condition d'exilé, le duc d'Orléans décide de reprendre ses expéditions lointaines, tandis que la duchesse  retourne progressivement vivre avec sa famille, au château d'Alcsuth, en Hongrie.

#### Un prince antidreyfusard
Mais ces voyages n'empêchent pas le prince d'accomplir ses devoirs politiques de prétendant, même s'il y prend lui-même peu d'intérêt personnel. À la fin du XIXe siècle, les Français se passionnent pour l'« affaire Dreyfus », qui provoque une grave fracture dans la société. Profondément conservateur, le duc d'Orléans se range, dès 1898, parmi les antidreyfusards convaincus et s'aliène ainsi davantage l'opinion publique libérale. Vers la même période, le prince fonde la Jeunesse royaliste, dont la présidence est confiée au journaliste Paul Bézine. Dans ce climat électrique, le prince pense un moment pouvoir monter sur le trône lors de la tentative de coup d'État organisée par Paul Déroulède, pendant les funérailles du président de la République Félix Faure, en 1899. Cependant, les espoirs du prétendant sont vite déçus et ses interventions politiques ne sont pas écoutées. Son opposition au vote de la loi sur les congrégations de 1901 n'a ainsi aucune conséquence.

#### Le choix de l'Action française
En réalité, c'est certainement la rencontre du duc d'Orléans avec Charles Maurras, en 1908, qui constitue l'événement politique le plus important dans la vie du prétendant. De fait, c'est Maurras, père de l'Action française et des Camelots du roi, qui va s'emparer du mouvement monarchiste français pendant trente ans et réduire à néant les courants royalistes antérieurs. Le prétendant abandonne en effet à l'auteur de L'Enquête sur la monarchie la réalité de la direction politique du mouvement royaliste pour se consacrer entièrement à ses expéditions.

### Nouveaux voyages

#### Au Grand Nord

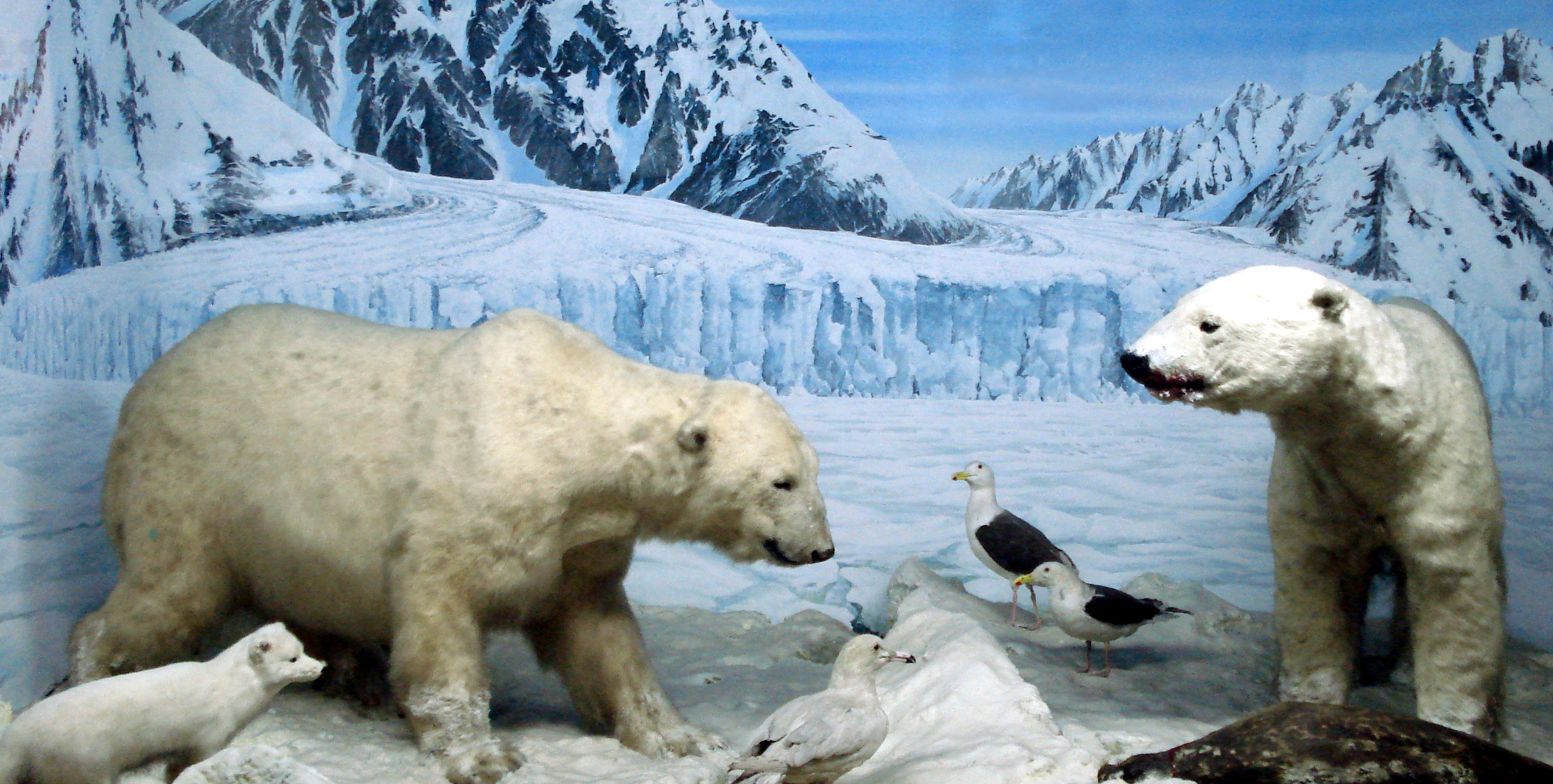
Diorama du Musée d'histoire naturelle de Milan qui rappelle les collections du « duc d'Orléans » à Wood Norton.

En 1904, le duc d'Orléans part visiter la Norvège et le Spitzberg à bord du Maroussia. Puis, désirant poursuivre ses expéditions dans l'Océan Arctique, il acquiert un vaisseau plus important, le Belgica, avec lequel il mène trois campagnes polaires entre 1905 et 1909. En compagnie du docteur Joseph Récamier fils, du dessinateur animalier Édouard Mérite et d'un océanographe, il visite la côte est du Groenland et a alors la joie de découvrir des terres encore inconnues qu'il nomme Île de France et Terre de France. Le prétendant rallie ensuite l'Islande, où il visite le site du parlement traditionnel, l'Althing.

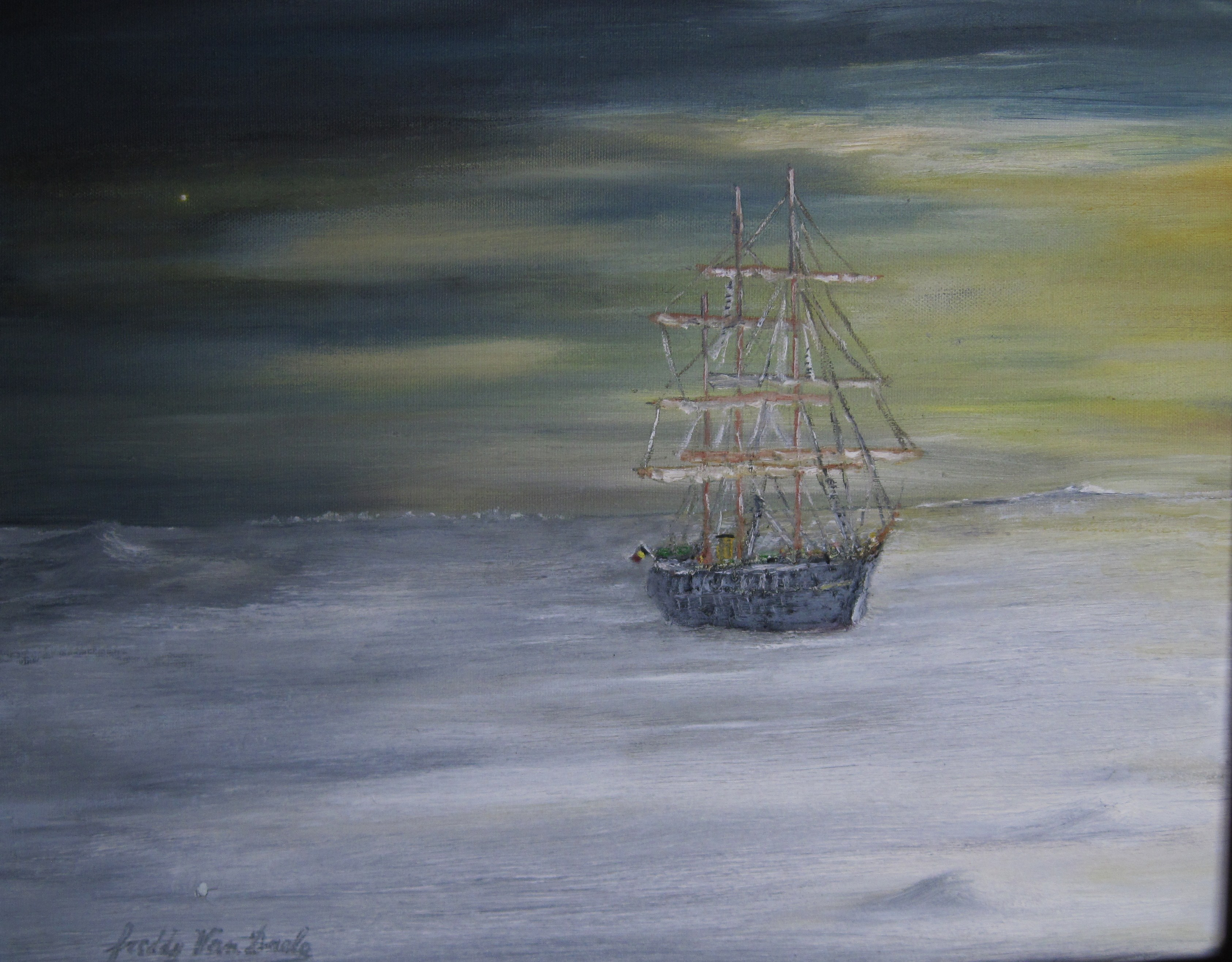
Le Belgica dans les glaces, par Freddy Van Daele.

Grâce au récit de cette expédition, qui donne lieu à plusieurs publications, le prince obtient les médailles d'or des Sociétés de géographie belge et française. Surtout, il ramène à York House quantité d'autres trophées de chasse qu'il décide d'entreposer dans un musée. En 1907, il transfère donc ses collections taxidermiques dans une nouvelle demeure, à Wood Norton, dans le Worcestershire. La même année, il repart pour le Grand Nord avec le projet de longer la côte nord de la Sibérie, de la mer de Kara au détroit de Béring. Mais cette nouvelle expédition, racontée dans La Revanche de la banquise, est un échec et le prince ne parvient pas plus loin que la Nouvelle-Zemble. En 1911, le « duc d'Orléans » repart une dernière fois vers les régions australes. Des îles Féroé, il ramène alors d'autres dépouilles animales, qui l'obligent à agrandir son musée de Norton Wood.

#### De l'Asie centrale à Bruxelles

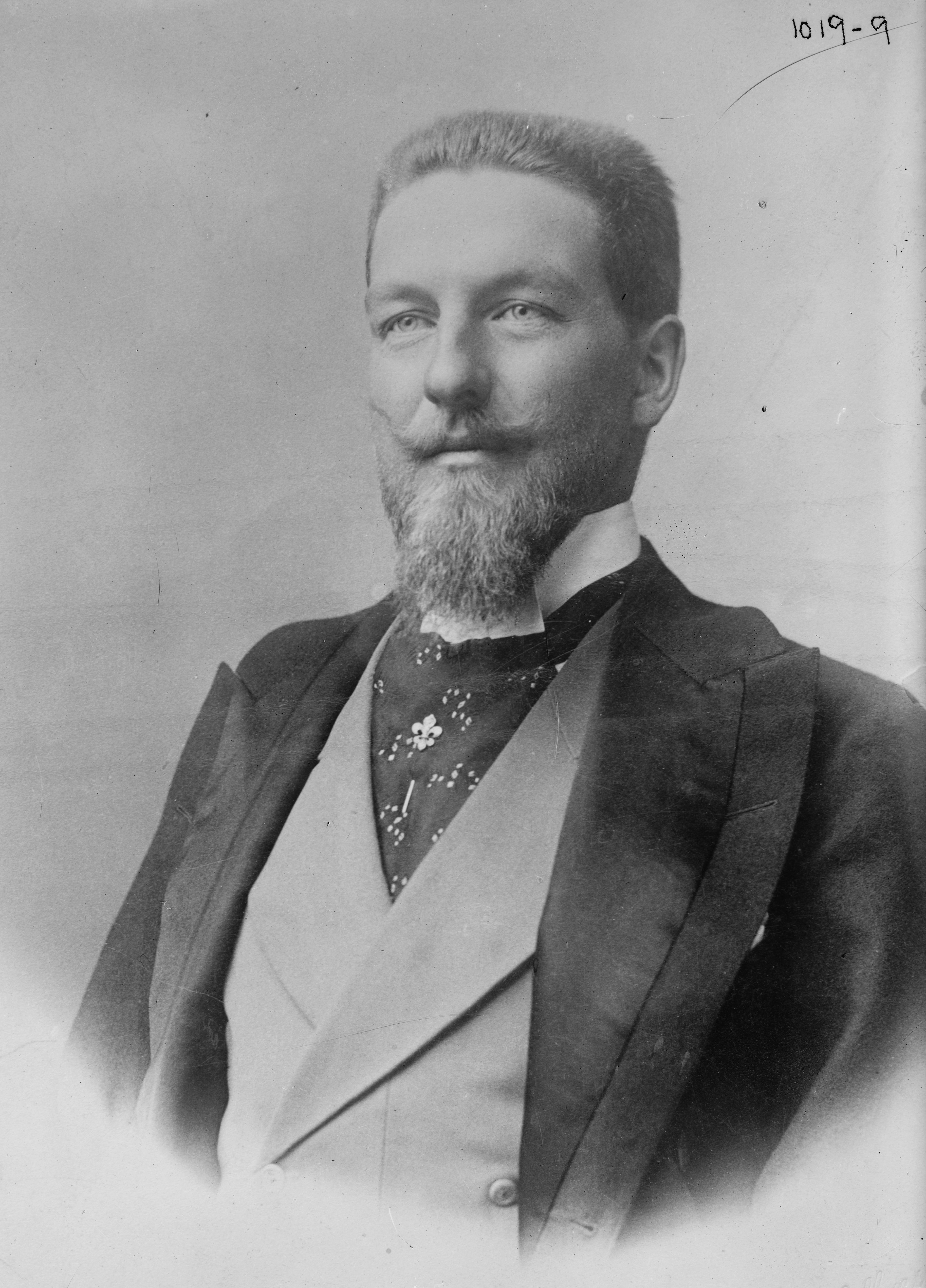
Le « duc d'Orléans » en 1910.

À partir de 1912, Philippe reprend ses expéditions terrestres, beaucoup pour la chasse et accessoirement pour la science. Il part alors pour le Turkestan, la Russie et le Caucase. L'année suivante, il se rend en Argentine et au Chili. À son retour en Europe, il décide de quitter l'Angleterre et de s'établir en Belgique. Près de Bruxelles, il s'installe dans la résidence de Putdaël, qu'il renomme « manoir d'Anjou », et y fait bâtir une vaste annexe destinée à accueillir ses collections cynégétiques,.

### Dernières années

#### Échec matrimonial
Pendant la réalisation de ces travaux, le duc se rend chez les Habsbourgs de Hongrie afin d'y retrouver son épouse, avec laquelle il souhaite se réconcilier et reprendre la vie commune. Mais la duchesse d'Orléans refuse catégoriquement de suivre son mari. Quelque temps après, lorsqu'éclate le premier conflit mondial, elle décide même de rester vivre en Autriche-Hongrie, pays pourtant en guerre avec la nation dont elle est, pour les orléanistes, la reine titulaire. Le prétendant est meurtri par cette attitude qu'il considère comme une trahison et ne pardonnera jamais à sa femme son choix. Finalement, après la guerre et bien des péripéties judiciaires, les époux se séparent.

#### Première Guerre mondiale
Lors de la Première Guerre mondiale, le duc d'Orléans cherche à participer au combat aux côtés de la Triple-Entente mais ni la France, ni le Royaume-Uni, ni la Russie ou, plus tard, les États-Unis ne lui permettent de s'engager dans leur armée. En France, Charles Maurras s'impliqua personnellement pour aider le duc d'Orléans dans sa démarche et fera l'amer constat de son échec : « Et comme disait la pauvre reine Amélie, quel roi il nous eût fait ! Les Français ont passé à côté d'un roi bien-aimé, ils en eussent fait des folies. [...] Il fallait le voir en 1914 et 1915 quand il voulait servir dans les armées françaises. »
Au début du mois d'août 1914, le duc d'Orléans renvoie à l'empereur François-Joseph ses insignes de chevalier de l'ordre de la Toison d'or.
Seule l'Italie semble, en 1915, vouloir lui ouvrir ses portes. Cependant, une fracture du fémur empêche alors le prétendant de se joindre aux combattants de ce pays et l'opportunité ne lui est pas redonnée par la suite. Déçu par ces rejets, le prétendant retourne s'installer en Angleterre, où il passe toute la guerre. Pendant ces années, sa seule satisfaction est de pouvoir mettre le Belgica à disposition de la Grande-Bretagne afin de ravitailler son allié russe par Arkhangelsk et les estuaires arctiques.
Le 15 octobre 1915 dix jours après que la Bulgarie est entrée en guerre contre les Alliés, le duc d'Orléans retire à son cousin, le roi Ferdinand de Bulgarie, sa qualité de chevalier de l'ordre du Saint-Esprit.

#### Dernières explorations
Une fois la paix revenue, Philippe d'Orléans retourne vivre en Belgique, où il a le plaisir de retrouver intactes les collections animalières qu'il y a laissées, grâce à l'un de ses cousins éloignés, le grand-duc de Mecklembourg-Schwerin, intervenu auprès du haut-commandement militaire allemand pour les préserver. N'ayant l'espoir ni de donner vie à un héritier, ni de rentrer un jour dans son pays, le prétendant décide alors d'organiser ses collections en Belgique afin de les offrir un jour à la France. Il met ainsi en place de nombreux dioramas qui représentent les paysages qu'il a parcourus tout au long de sa vie. Puis, le duc reprend ses voyages dans le but de compléter ses collections. En 1921, il repart en Argentine et au Chili puis fait le tour de l'Afrique à bord du navire anglais le Saxon. En janvier 1925, il retourne en Haute-Égypte pour y chasser des oiseaux puis retourne en Europe en passant par Jérusalem. Enfin, en janvier 1926, il se rend une dernière fois en Éthiopie et en Somalie, où il récolte quantité de plantes et d'arbustes destinés à être exposés dans de nouveaux dioramas.

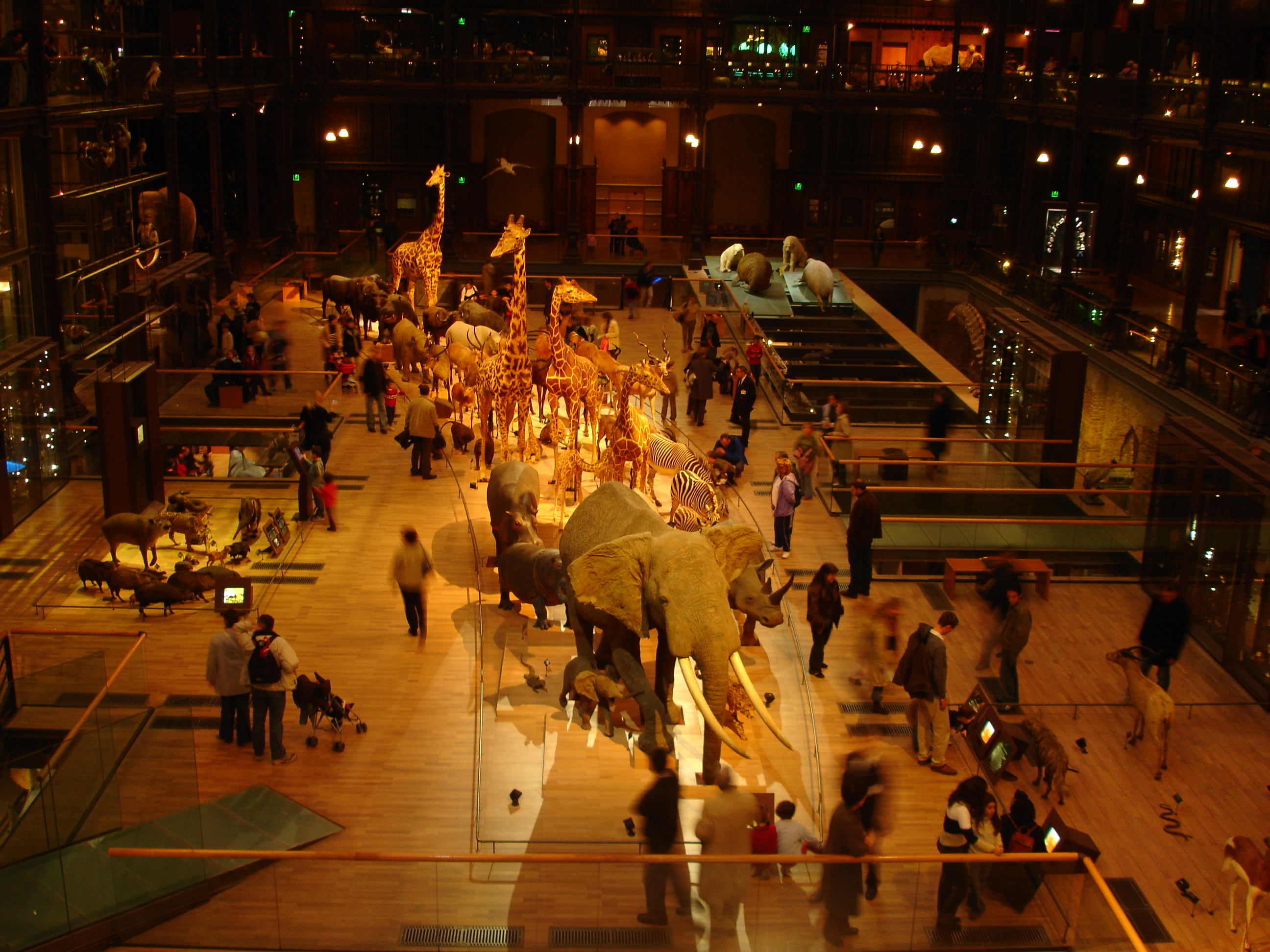
La Grande Galerie de l'évolution du Muséum national d'histoire naturelle de Paris comprend des pièces issues des collections du duc d'Orléans.

À la suite de ce dernier voyage, le duc se rend en Italie et s'installe au palais d’Orléans de Palerme. Après une « syncope », le prince est atteint d'une congestion pulmonaire, aggravée par une variole probablement contractée en Égypte. Il meurt quelques jours plus tard, le 27 mars, veillé par sa sœur aînée, la reine Amélie de Portugal. Comme la plupart des membres de sa famille, il est enterré dans la Chapelle royale de Dreux.

## Héritage
Tout au long de ses voyages, le duc d'Orléans a amassé quantité de trophées de chasse qu'il a consciencieusement fait naturaliser et exposer dans ses châteaux, d'abord en Angleterre puis en Belgique. Mais le souhait du duc était de léguer ces dépouilles à la France, et la reine Amélie de Portugal réalise cette volonté en les donnant au Muséum national d'histoire naturelle de Paris. Pour les exposer, cet établissement construit au n° 45 de la Rue Buffon, Paris Ve, une grande halle, la Galerie du duc d'Orléans, édifiée par l'architecte Weber et à la façade décorée par le sculpteur royaliste Maxime Real del Sarte. Inaugurée le 22 décembre 1928, cette galerie bâtie à bas coût est mal aérée : il y fait très chaud l'été et très humide l'hiver, les taxidermies sont abîmées et en 1959, les autorités du Muséum doivent se résoudre à la fermer au public puis à la démolir l'année suivante . Les rares dépouilles restaurables sont transportées à la Grande galerie de l'Évolution, où l'on peut toujours les voir aujourd'hui.

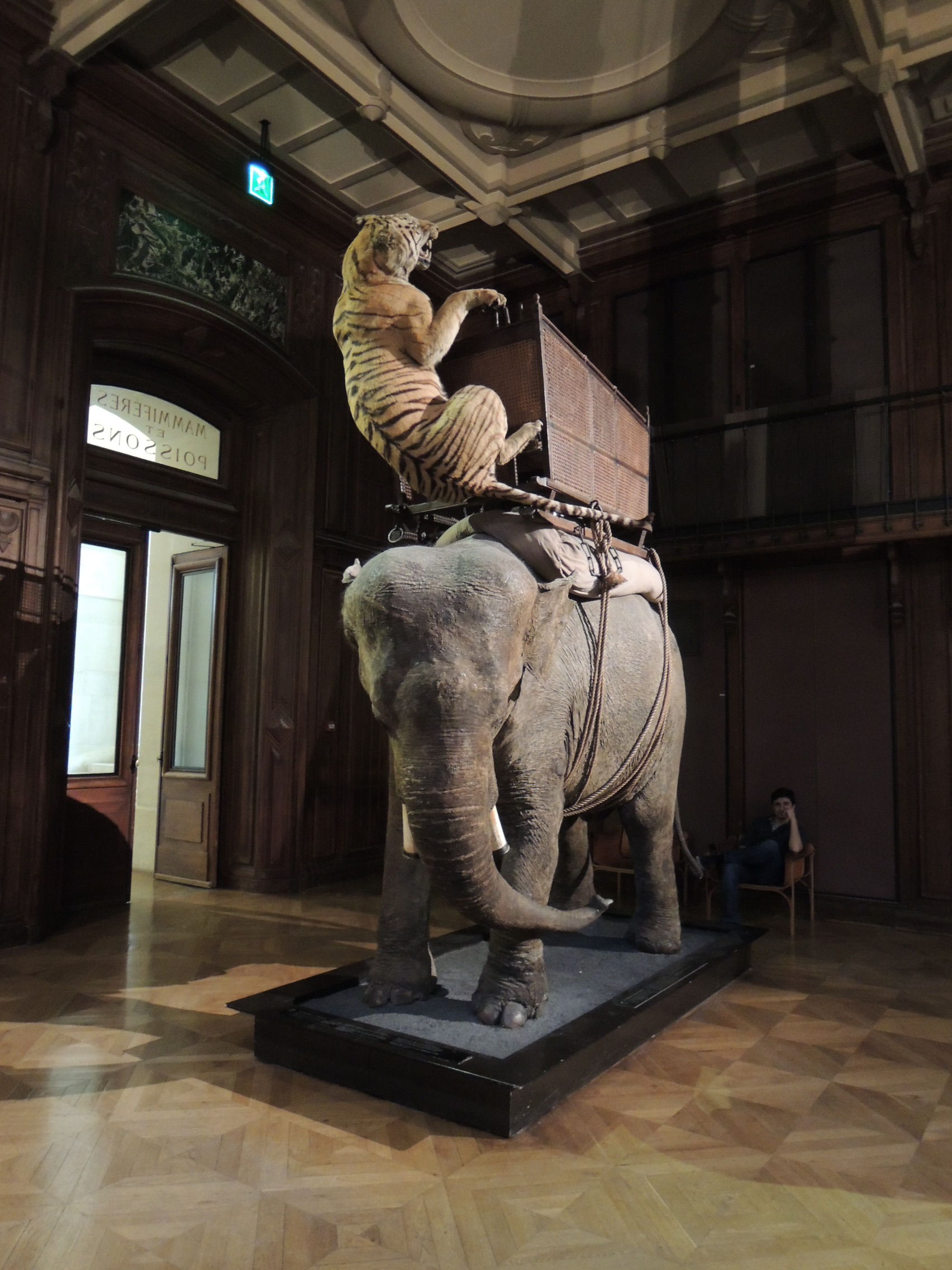
L'éléphant et la tigresse du duc d'Orléans.
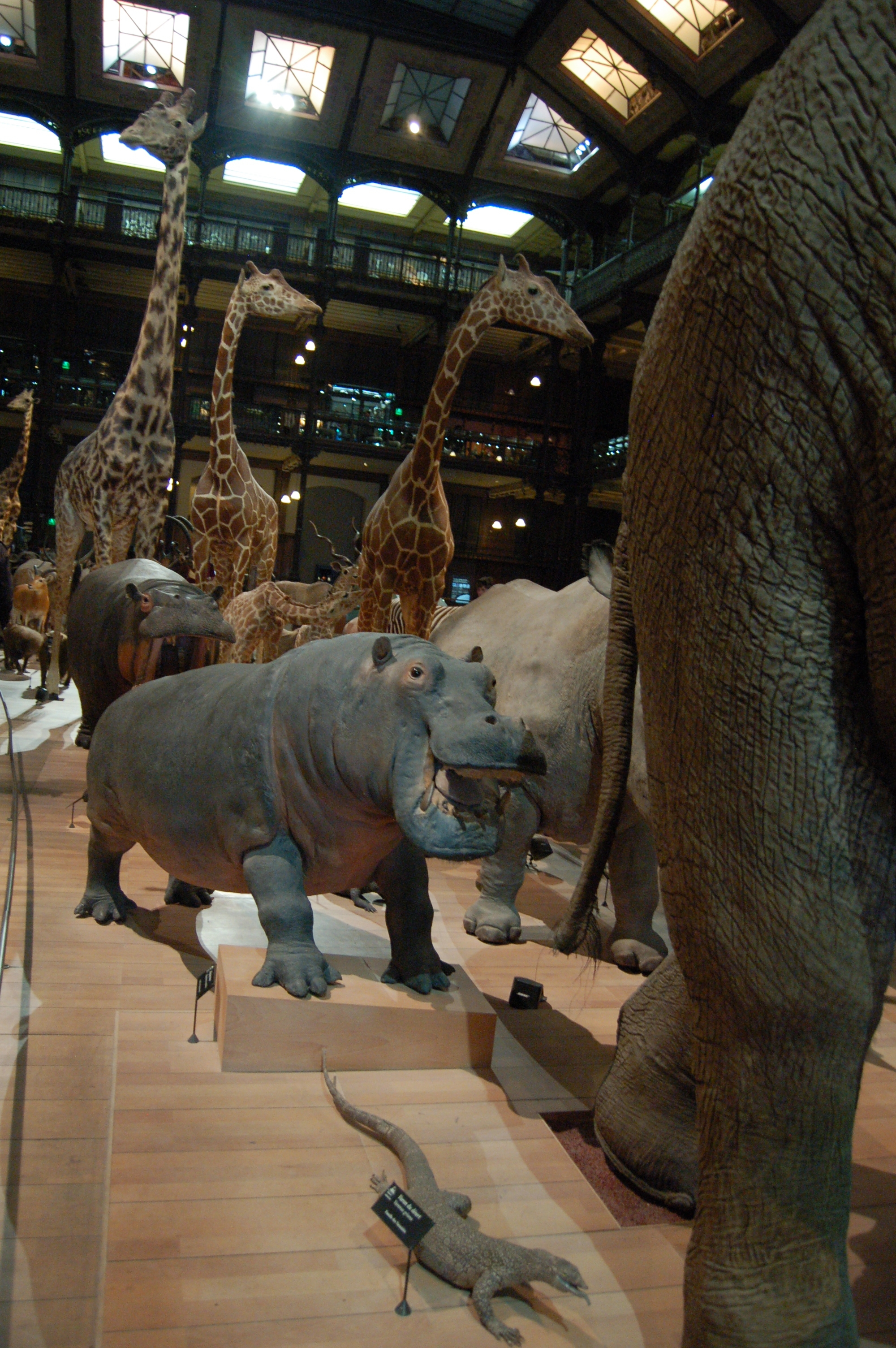
L'hippopotame du duc d'Orléans.

## Dans la culture populaire
- Dans Septembre rouge (2010), le tome 3 de la série de bande dessinée uchronique Jour J, le duc d'Orléans est devenu roi de France sous le nom de Philippe VIII.

## Titulature et décorations

### Titulature
Les titres portés par les membres de la maison d’Orléans nés après la fin de la monarchie de Juillet, n’ont pas d’existence juridique en France et sont considérés comme des titres de courtoisie. Ils sont attribués par l'aîné des Orléans, prétendant orléaniste au trône de France.
- 6 février 1869 — 24 août 1883 : Son Altesse royale le prince royal Louis-Philippe d'Orléans, duc d'Orléans[1] ;
- 24 août 1883 — 8 septembre 1894 : Son Altesse royale le dauphin de France, duc d'Orléans ;
- 8 septembre 1894 — 28 mars 1926 : Son Altesse royale le duc d'Orléans

Comme prétendant orléaniste au trône de France et chef de la maison d'Orléans, le prince Philippe pouvait porter chaque titre lié à un apanage traditionnel de la Maison Royale, ou puiser dans les nombreux titres traditionnels de sa branche : duc d'Orléans, duc de Chartres, duc de Valois, duc de Nemours, duc de Montpensier, dauphin d'Auvergne, prince de Joinville, sénéchal héréditaire de Champagne, marquis de Coucy, marquis de Folembray, comte de Soissons, comte de Dourdan, comte de Romorantin et baron de Beaujolais.
Pour ses partisans, les orléanistes, et particulièrement les militants d'Action française, Philippe d'Orléans était l'héritier du trône de France sous le nom de « Philippe VIII ». Il était en effet l'aîné des descendants du roi Louis XIII, à l'exclusion des descendants de Philippe V d'Espagne, partis régner de l'autre côté des Pyrénées en vertu du traité d'Utrecht, signé en 1713.
Mais, pour ses adversaires légitimistes, pour qui les véritables héritiers du trône étaient ses lointains parents, les princes Charles et Jacques de Bourbon, Philippe d'Orléans n'était « que » duc d'Orléans et « prince du sang ».

### Décorations

#### Ordres dynastiquesfrançais
- Grand maître de l'ordre du Saint-Esprit (1894) (disputé)
- Grand maître de l'ordre de Saint-Michel (1894) (disputé)
- Grand maître de l'ordre de Saint-Louis (1894) (disputé)

En qualité de chef de la maison de France, le duc d'Orléans se considérait comme le grand maître des ordres dynastiques français. Sur de nombreuses photographies, on voit le duc d'Orléans arborer en miniature ces décorations. Le duc d'Orléans décorera plusieurs personnes de ces ordres dynastiques, comme le général de Charette de l'ordre royal et militaire de Saint-Louis à titre posthume.

#### Décorations étrangères
- Bailli Grand-croix d'honneur et de dévotion avec croix de profession ad honorem de l'ordre souverain de Malte[50],[51]
- Chevalier de l'ordre des Saints-Cyrille-et-Méthode (royaume de Bulgarie, 1912 ou 1913, renonce à cette qualité en octobre 1915)[52],[42]
- Grand-croix de l'ordre de Saint-Alexandre (royaume de Bulgarie, 21 février 1907, renonce à cette qualité en octobre 1915)[53],[42]
- Grand-croix de l'ordre d'Isabelle la Catholique (royaume d'Espagne)[54]
- Grand-croix avec décorations blanches de l’ordre du Mérite naval (royaume d'Espagne)
- Chevalier de la Société royale d'équitation de Séville (royaume d'Espagne, 1910)[55]
- Chevalier de l'ordre de la Toison d'or (maison de Habsbourg, 5 novembre 1896, renonce à cette qualité en août 1914)[52],[42]
- Grand-croix des ordres du Christ et d'Aviz réunis (royaume de Portugal)
- Grand-croix de l'ordre de l'Immaculée Conception de Vila Viçosa (royaume de Portugal, 22 mai 1886)[56]
- Médaille commémorative du jubilé de diamant de la reine Victoria (Royaume-Uni, 1897)[54]

## Publications
Sous le nom de « Duc d'Orléans », le prince Philippe a publié plusieurs livres de voyages :
- Une expédition de chasse au Népaul, C. Lévy, Paris, 1892.
- Une Croisière au Spitzberg, yacht Maroussia, 1904, Imprimerie de Chaix, Paris, 1904.
- Croisière océanographique accomplie à bord de la Belgica dans la Mer du Grönland, 1905 C. Bulens, Bruxelles, 1907.
- La Revanche de la banquise : un été de dérive dans la mer de Kara, juin-septembre 1907, Plon-Nourrit, Paris, 1909.
- Campagne Arctique de 1907, C. Bulens, Bruxelles, 1910-1912.
- Chasses et chasseurs arctiques, Librairie Plon, Paris, 1929. (Ouvrage disponible en anglais sur Internet Archive)

Il a également publié une série de documents de son père, le comte de Paris, et du comte de Chambord :
- La Monarchie française : lettres et documents politiques (1844-1907), Librairie nationale, Paris, 1907. (Texte disponible sur Internet Archive)